# Vulaines
Vulaines település Franciaországban, Aube megyében. Lakosainak száma 225 fő (2022. január 1.). Vulaines Planty, Rigny-le-Ferron, Saint-Benoist-sur-Vanne, Bagneaux és Flacy községekkel határos.

## Népesség
A település népessége az elmúlt években az alábbi módon változott:
| Lakosok száma | 245  | 171  | 187  | 216  | 228  | 222  | 225  | 227  | 226  | 225  |
|               | 1968 | 1982 | 1990 | 2006 | 2013 | 2015 | 2017 | 2019 | 2020 | 2022 |